# Insel Felsenburg
Die Insel Felsenburg (Duits: Het eiland Felsenburg) is een roman van de Duitse schrijver Johann Gottfried Schnabel, die verscheen in vier delen in 1731, 1732, 1736 en 1743 onder het pseudoniem Gisander in Nordhausen. De oorspronkelijke titel van het eerste deel luidde volledig:
„Wunderliche Fata einiger See-Fahrer, absonderlich Alberti Julii, eines gebohrnen Sachsens, Welcher in seinem 18den Jahre zu Schiffe gegangen, durch Schiff-Bruch selb 4te an eine grausame Klippe geworffen worden, nach deren Übersteigung das schönste Land entdeckt, sich daselbst mit seiner Gefährtin verheyrathet, aus solcher Ehe eine Familie mit mehr als 300 Seelen erzeuget, das Land vortrefflich angebauet, durch besondere Zufälle erstaunens-würdige Schätze gesammlet, seine in Teutschland ausgekundschafften Freunde glücklich gemacht, am Ende des 1728sten Jahres, als in seinem Hunderten Jahre, annoch frisch und gesund gelebt, und vermuthlich noch zu dato lebt, entworffen Von dessen Bruders-Sohnes-Sohnes-Sohne, Mons. Eberhard Julio, Curieusen Lesern aber zum vermuthlichen Gemüths-Vergnügen ausgefertiget, auch par Commission dem Drucke übergeben Von Gisandern.“
Het omvangrijk werk van 2500 gedrukte pagina's werd in 1828 opnieuw uitgegeven in bewerkte editie door Ludwig Tieck onder de titel Die Insel Felsenburg.
De verteller Eberhard Julius beschrijft daarin een reis naar het fictieve paradijselijke Zuidzee-eiland Felsenburg. Eberhard Julius en zijn metgezellen besluiten er voor de rest van hun leven te blijven.
Het boek verbindt het subgenre van de robinsonade met het ontwerp van een sociale utopie en felle kritiek op de staten in Europa aan het begin van de 18e eeuw. In de 18e eeuw werd het een van de meest populaire romans ooit, maar raakte daarna in de vergetelheid. De bewerking van Ludwig Tieck in 1828 bracht het werk weer even terug in het publieke bewustzijn.